# Élections législatives vanuataises de 2004
Des élections législatives ont lieu au Vanuatu le 6 juillet 2004. 
Il s'agit d'élections anticipées, vingt-six mois après les précédentes, alors que la durée ordinaire d'une législature est de quatre ans. Leur tenue est précipitée par la dissolution du Parlement (monocaméral), prononcée par le Président de la République Roger Abiut à la demande du Premier ministre Edward Natapei. Ce dernier a en effet perdu sa majorité parlementaire à la suite de la défection de plusieurs députés.
Les trois grands partis entament la campagne divisés. La coalition entre le Vanua'aku Pati et le Parti national unifié (partis anglophones, de tendance théoriquement socialiste) s'est brisée, tandis que l'Union des partis modérés (francophone et plutôt conservatrice) est fragilisée par des dissensions internes.
En outre, un incident entache l'élection sur l'île de Tanna, où des électeurs estimant leurs candidats battus incendent quatre urnes dont les bulletins n'ont pas encore été dépouillés.
Il y a 219 candidats, dont 52 indépendants.

## Résultats

### Résultats d'ensemble
De nouveaux partis font leur apparition au Parlement, où sont représentées dix mouvances politiques (plus que jamais auparavant), aux côtés de neuf députés sans étiquette. Parmi les cinquante-deux députés, vingt-cinq nouveaux font leur entrée. Aucun parti n'approche la majorité et, pour la première fois, il est impossible pour deux des grands partis traditionnels d'obtenir une majorité des sièges en s'unissant. Le scrutin de 2004 est donc marqué par un éclatement politique sans précédent - mais similaire à ce qui se produit depuis longtemps dans les pays voisins, Îles Salomon ou Papouasie-Nouvelle-Guinée. Les 'grands partis' entament donc des négociations avec les 'petits', en vue de former des coalitions, et l'Union des partis modérés parvient à constituer une majorité, avec le soutien notamment de députés sans étiquette, qui obtiennent des postes de ministres. Serge Vohor, de l'UPM, est élu Premier ministre par le Parlement, avec 28 voix contre 24 pour Ham Lini, du Parti national unifié (soutenu par le Vanua'aku Pati).
| Partis ou coalitions | Partis ou coalitions                   | Dirigeants              | Sièges | Changement par rapport à 2002 |
| -------------------- | -------------------------------------- | ----------------------- | ------ | ----------------------------- |
|                      | Parti national unifié                  | Ham Lini                | 10     | +2                            |
|                      | Vanua'aku Pati                         | Edward Natapei          | 8      | -6                            |
|                      | Union des partis modérés               | Serge Vohor             | 8      | -7                            |
|                      | Parti républicain                      | Maxime Carlot Korman?   | 4      | +1                            |
|                      | Parti progressiste populaire           | Sato Kilman             | 4      | +3                            |
|                      | Confédération des Verts                | Moana Carcasses Kalosil | 3      | +1                            |
|                      | Association de la communauté nationale | Sabi Natonga?           | 2      | +2                            |
|                      | Parti progressiste mélanésien          | Barak Sopé?             | 3      | +1                            |
|                      | Parti de l'action populaire            | ?                       | 1      | +1                            |
|                      | Namangi-Aute                           | Paul Telukluk           | 1      | +1                            |
|                      | Candidats indépendants                 | n/a                     | 8      | +3                            |

### Résultats par circonscription
Les résultats sont les suivants :
Ambae : 3 députés
| Candidat          | Parti | Parti             | Voix  | % | Résultat      |
| ----------------- | ----- | ----------------- | ----- | - | ------------- |
|                   |       |                   |       |   |               |
| James Bule        |       | PNU               | 1 057 |   | réélu         |
| Dickinson Vusilai |       | sans étiquette    | 1 001 |   | élu           |
| Peter Vuta        |       | PAP               | 954   |   | élu           |
| Wilson Aru        |       | VP                | 648   |   |               |
| Jacques Sésé      |       | UPM               | 419   |   | sortant battu |
| Samson Bue        |       | UPM               | 367   |   | sortant battu |
| John Wari         |       | sans étiquette    | 96    |   |               |
| Samuel Bani       |       | Parti républicain | 47    |   |               |

Ambrym : 2 députés
| Candidat              | Parti | Parti              | Voix | % | Résultat      |
| --------------------- | ----- | ------------------ | ---- | - | ------------- |
|                       |       |                    |      |   |               |
| Raphael Worwor        |       | UPM                | 588  |   | réélu         |
| Jossie Masmas         |       | Parti républicain  | 574  |   | élu           |
| Roger Abiut           |       | Verts              | 513  |   | sortant battu |
| Jacob Nabong          |       | VP                 | 456  |   |               |
| Luke Simelung         |       | PPM                | 387  |   |               |
| Edwin Wuan            |       | sans étiquette     | 339  |   |               |
| John Josiah           |       | PAP                | 311  |   |               |
| Ellie Robert Bonglibu |       | PNV                | 196  |   |               |
| Andrew Welwel         |       | PPP                | 115  |   |               |
| William Ken           |       | Parti travailliste | 91   |   |               |

îles Banks et Torrès : 2 sièges
| Candidat         | Parti | Parti             | Voix | % | Résultat      |
| ---------------- | ----- | ----------------- | ---- | - | ------------- |
|                  |       |                   |      |   |               |
| Dunstan Hilton   |       | PPP               | 904  |   | élu           |
| Eric Shedrac     |       | PNU               | 770  |   | élu           |
| Paul Demmett     |       | sans étiquette    | 514  |   |               |
| Charles Bice     |       | PNU               | 373  |   |               |
| Nicholas Brown   |       | VP                | 279  |   | sortant battu |
| Harold Nice      |       | GVK               | 198  |   |               |
| Ezekiel Anthony  |       | Parti républicain | 186  |   |               |
| David Wesaror    |       | Verts             | 182  |   |               |
| Stanley Reginold |       | UPM               | 160  |   |               |
| Reynold Sale     |       | sans étiquette    | 129  |   |               |
| Clifton Lonsdale |       | sans étiquette    | 52   |   |               |
| Norman Roslyn    |       | sans étiquette    | 51   |   |               |

Éfaté : 4 députés
| Candidat          | Parti | Parti              | Voix | % | Résultat      |
| ----------------- | ----- | ------------------ | ---- | - | ------------- |
|                   |       |                    |      |   |               |
| Steven Kalsakau   |       | UPM                | 987  |   | réélu         |
| Joshua Kalsakau   |       | ACN                | 978  |   | élu           |
| Barak Sopé        |       | PPM                | 970  |   | réélu         |
| Roro Sambo        |       | Verts              | 756  |   | élu           |
| Alfred Carlot     |       | Natatok            | 744  |   |               |
| Kalman Kaltoi     |       | PNV                | 692  |   |               |
| Donald Kalpokas   |       | VP                 | 683  |   | sortant battu |
| Soka Edwin Malas  |       | sans étiquette     | 576  |   |               |
| Jimmy Tasong      |       | Parti républicain  | 510  |   |               |
| Kalchichi Malas   |       | Parti travailliste | 396  |   |               |
| Kali Vatoko       |       | sans étiquette     | 366  |   |               |
| Jimmy Meto Chilia |       | PNU                | 338  |   | sortant battu |
| Charlie Kalpoi    |       | sans étiquette     | 335  |   |               |
| Jack Norris       |       | PPP                | 314  |   |               |
| Robert Tasaruru   |       | VP                 | 309  |   |               |
| Joe Carlo         |       | VP                 | 254  |   |               |
| Belleay Kalotiti  |       | sans étiquette     | 208  |   |               |
| Claude Kalsakau   |       | sans étiquette     | 179  |   |               |
| David Tanarango   |       | sans étiquette     | 110  |   |               |

Épi : 2 députés
| Candidat               | Parti | Parti             | Voix | % | Résultat |
| ---------------------- | ----- | ----------------- | ---- | - | -------- |
|                        |       |                   |      |   |          |
| Leinavo Tasso          |       | sans étiquette    | 403  |   | élu      |
| Isabelle Donald        |       | VP                | 378  |   | réélue   |
| Alick Aram             |       | sans étiquette    | 364  |   |          |
| Patrick Sarginson      |       | Verts             | 296  |   |          |
| Billy Raymond          |       | Parti républicain | 264  |   |          |
| Apia Renzo Valia       |       | sans étiquette    | 234  |   |          |
| Willie Mesek           |       | UPM               | 185  |   |          |
| Luwi Song              |       | PNU               | 136  |   |          |
| Willie Olli Varasmaite |       | sans étiquette    | 129  |   |          |
| Samuel Taritonga       |       | PPM               | 43   |   |          |

Erromango / Aniwa / Futuna / Anatom : 1 député
| Candidat           | Parti | Parti          | Voix | % | Résultat      |
| ------------------ | ----- | -------------- | ---- | - | ------------- |
|                    |       |                |      |   |               |
| Thomas Nentu       |       | PPM            | 544  |   | élu           |
| Thomas Nithitauaei |       | VP             | 506  |   | sortant battu |
| David Theodore     |       | UPM            | 256  |   |               |
| Philip Norwo       |       | sans etiquette | 194  |   |               |
| Allen Nafuki       |       | GVK            | 183  |   |               |

Luganville : 2 députés
| Candidat          | Parti | Parti             | Voix  | % | Résultat      |
| ----------------- | ----- | ----------------- | ----- | - | ------------- |
|                   |       |                   |       |   |               |
| George Wells      |       | VP                | 1 017 |   | réélu         |
| Eric Jack         |       | PNU               | 520   |   | élu           |
| James Ngwango     |       | PAP               | 491   |   |               |
| François Luc Baba |       | UPM               | 436   |   | sortant battu |
| Prosper Buletare  |       | sans étiquette    | 362   |   |               |
| Emboi Morris      |       | Verts             | 322   |   |               |
| Joe Naura         |       | PPM               | 280   |   |               |
| George Fai        |       | sans étiquette    | 238   |   |               |
| Donald Restuetune |       | sans étiquette    | 200   |   |               |
| Edwin Aprimen     |       | Parti républicain | 125   |   |               |
| Michael Kalmet    |       | sans étiquette    | 118   |   |               |
| Manina Packete    |       | PNV               | 100   |   |               |
| Harry Avia        |       | GVK               | 47    |   |               |

Maewo : 1 député
| Candidat         | Parti | Parti | Voix | % | Résultat |
| ---------------- | ----- | ----- | ---- | - | -------- |
|                  |       |       |      |   |          |
| Philip Boedoro   |       | VP    | 551  |   | réélu    |
| Paul Ren Tari    |       | PNU   | 376  |   |          |
| Gregory Taranban |       | UPM   | 271  |   |          |
| Swithin Adin     |       | Verts | 188  |   |          |

Malekula : 7 députés
| Candidat             | Parti | Parti              | Voix  | % | Résultat      |
| -------------------- | ----- | ------------------ | ----- | - | ------------- |
|                      |       |                    |       |   |               |
| Sato Kilman          |       | PPP                | 1 072 |   | réélu         |
| Donna Browny         |       | Parti républicain  | 960   |   | réélu         |
| Paul Telukluk        |       | N-A                | 707   |   | réélu         |
| Hospmander Malon     |       | PPP                | 660   |   | élu           |
| Esmon Saimon         |       | PPM                | 613   |   | réélu         |
| Caleb Isaac          |       | sans étiquette     | 597   |   | élu           |
| Charlie Rokrok       |       | PNU                | 548   |   | élu           |
| Jacob Thyna          |       | PFM                | 528   |   |               |
| Janeck Patunvanu     |       | PNV                | 520   |   |               |
| Sam Noël             |       | UPM                | 516   |   |               |
| Alick Masing         |       | UPM                | 496   |   |               |
| Jackleen Reuben      |       | VP                 | 495   |   | sortant battu |
| John Morrison Willie |       | VP                 | 487   |   | sortant battu |
| Japeth Mali Nawilau  |       | sans étiquette     | 465   |   | sortant battu |
| Antonin Vebong       |       | Verts              | 440   |   |               |
| Don Ken              |       | sans étiquette     | 414   |   |               |
| Rory Albano          |       | Verts              | 395   |   |               |
| Sethy Kalnaran       |       | PPM                | 355   |   |               |
| Mathieu Tulili       |       | sans étiquette     | 315   |   |               |
| Androng Manjab       |       | sans étiquette     | 313   |   |               |
| Maxwell Maltok       |       | Parti travailliste | 305   |   |               |
| Norbert Ngpan        |       | sans étiquette     | 297   |   |               |
| Michel Maurice       |       | Verts              | 233   |   |               |
| Teilemb Kisito       |       | sans étiquette     | 230   |   |               |
| Johnson Kalo         |       | sans étiquette     | 222   |   |               |
| Pechou Meltetamat    |       | GVK                | 203   |   |               |
| André Marcel         |       | sans étiquette     | 185   |   |               |
| Seth Matvungkeres    |       | PNV                | 47    |   |               |

Malo / Aore : 1 député
| Candidat           | Parti | Parti          | Voix | % | Résultat      |
| ------------------ | ----- | -------------- | ---- | - | ------------- |
|                    |       |                |      |   |               |
| Josias Moli        |       | UPM            | 753  |   | élu           |
| Leo Tamata         |       | VP             | 517  |   | sortant battu |
| Havo Molisale (en) |       | sans étiquette | 426  |   |               |
| Alvea Sano         |       | PPM            | 331  |   |               |
| Ken Mansi          |       | sans étiquette | 117  |   |               |
| Sive Song          |       | PPP            | 111  |   |               |

Paama : 1 député
| Candidat               | Parti | Parti          | Voix | % | Résultat |
| ---------------------- | ----- | -------------- | ---- | - | -------- |
|                        |       |                |      |   |          |
| Sam Avok               |       | VP             | 349  |   | réélu    |
| David Tiaen            |       | PPM            | 324  |   |          |
| Demis Lango            |       | sans étiquette | 73   |   |          |
| Tomatvativol Luwi Abel |       | UPM            | 37   |   |          |
| Tom Weiwo              |       | GVK            | 34   |   |          |

Pentecôte : 4 députés
| Candidat           | Parti | Parti             | Voix | % | Résultat      |
| ------------------ | ----- | ----------------- | ---- | - | ------------- |
|                    |       |                   |      |   |               |
| Ham Lini           |       | PNU               | 956  |   | réélu         |
| Charlot Salwai     |       | UPM               | 736  |   | réélu         |
| David Tosul        |       | PNU               | 641  |   | réélu         |
| Noël Tamata        |       | PPP               | 522  |   | élu           |
| Luke Warry         |       | UPM               | 520  |   |               |
| Gaetano Bulewak    |       | Verts             | 514  |   |               |
| Richard Tabi       |       | VP                | 443  |   |               |
| Ezekiel Bule       |       | PPM               | 376  |   |               |
| Michel Buleman     |       | Parti républicain | 339  |   |               |
| Jonas Leo          |       | PNU               | 329  |   |               |
| Wilfred Tabinok    |       | sans étiquette    | 295  |   |               |
| Benedick Boulekone |       | PNV               | 288  |   |               |
| Raphael Leo        |       | PNV               | 249  |   |               |
| Salathiel Tabi     |       | PNU               | 249  |   |               |
| Michael Ture       |       | sans étiquette    | 168  |   | sortant battu |
| Frazer Sine        |       | sans étiquette    | 118  |   |               |
| Graim Takasum      |       | PNV               | 87   |   |               |
| Philip Gihiala     |       | sans étiquette    | 29   |   |               |
| John Tarisine      |       | sans étiquette    | 24   |   |               |

Port-Vila : 6 députés
| Candidat                | Parti | Parti              | Voix | % | Résultat      |
| ----------------------- | ----- | ------------------ | ---- | - | ------------- |
|                         |       |                    |      |   |               |
| Edward Natapei          |       | VP                 | 950  |   | réélu         |
| Pierre Tore             |       | sans étiquette     | 932  |   | élu           |
| Maxime Carlot Korman    |       | Parti républicain  | 803  |   | réélu         |
| Henri Taga              |       | UPM                | 796  |   | réélu         |
| Moana Carcasses Kalosil |       | Verts              | 782  |   | réélu         |
| Willie Jimmy            |       | PNU                | 738  |   | réélu         |
| Avock Paul Hungai       |       | PNV                | 626  |   |               |
| Alick George Noel       |       | UPM                | 613  |   |               |
| Dinh Van Than           |       | PNV                | 538  |   |               |
| Éphraïm Kalsakau        |       | Parti travailliste | 527  |   |               |
| Paul Ben Mariwot        |       | sans étiquette     | 437  |   |               |
| Taiwia Nato             |       | PPM                | 392  |   |               |
| Job Dalesa              |       | VP                 | 353  |   | sortant battu |
| Elizabeth Qualau        |       | PAP                | 347  |   |               |
| Abel Louis              |       | UPM                | 320  |   |               |
| Yoan Mariasua           |       | GVK                | 318  |   |               |
| Colin Natonga           |       | ACN                | 302  |   |               |
| Joseph Joel             |       | sans étiquette     | 255  |   |               |
| Eric Pakoa              |       | sans étiquette     | 223  |   |               |
| Reuben Rex              |       | sans étiquette     | 223  |   |               |
| Abi Jack Marikempo      |       | sans étiquette     | 188  |   |               |
| Alfred Baniuri          |       | PPP                | 181  |   |               |
| Wendy Himford           |       | sans étiquette     | 176  |   |               |
| Hilda Lini              |       | sans étiquette     | 170  |   |               |
| Peter Sali              |       | sans étiquette     | 156  |   |               |
| Clement Leo             |       | GVK                | 116  |   |               |
| John Path               |       | GVK                | 95   |   |               |
| Harry Klafer            |       | sans étiquette     | 76   |   |               |
| Christian Gau Wilson    |       | GVK                | 58   |   |               |
| Blandine Boulekone      |       | sans étiquette     | 56   |   |               |
| Basil Hopkins           |       | sans étiquette     | 49   |   |               |
| Cyriaque Melep          |       | sans étiquette     | 49   |   |               |
| Hendon Kalsakau         |       | sans étiquette     | 47   |   |               |
| Ruth Dovo               |       | sans étiquette     | 45   |   |               |
| Guillaume Leingkone     |       | sans étiquette     | 26   |   |               |

Santo : 7 députés
| Candidat            | Parti | Parti             | Voix  | % | Résultat      |
| ------------------- | ----- | ----------------- | ----- | - | ------------- |
|                     |       |                   |       |   |               |
| Arnold Prasad       |       | Verts             | 1 201 |   | élu           |
| Serge Vohor         |       | UPM               | 1 143 |   | réélu         |
| John Lum            |       | sans étiquette    | 900   |   | élu           |
| Sela Molisa         |       | VP                | 713   |   | réélu         |
| Philip Andikar      |       | sans étiquette    | 704   |   | réélu         |
| Sandy Iavcuth       |       | PNU               | 689   |   | élu           |
| Marcellino Pipite   |       | Parti républicain | 678   |   | élu           |
| Jean Ravou          |       | sans étiquette    | 586   |   |               |
| Albert Ravutia      |       | PFM               | 573   |   | sortant battu |
| John Tari Molibaraf |       | PNU               | 509   |   |               |
| Frank Tom Sokarai   |       | VP                | 434   |   |               |
| Denis Philip        |       | UPM               | 431   |   | sortant battu |
| Shem Kalo           |       | PNU               | 427   |   |               |
| John Noel           |       | VP                | 403   |   |               |
| Frankie Stevens     |       | Nagriamel         | 333   |   |               |
| Rémy Vatambe        |       | PPM               | 321   |   |               |
| Jimmy Imbert        |       | UPM               | 288   |   | sortant battu |
| Jean-Alain Mahé     |       | UPM               | 278   |   | sortant battu |
| Silverio Takataveti |       | sans étiquette    | 199   |   |               |
| Nakato Stevens      |       | sans étiquette    | 165   |   |               |
| Tony Naliupis       |       | PAP               | 160   |   |               |
| Edmond Hajuju       |       | PNU               | 149   |   |               |
| Ben Rovu            |       | sans étiquette    | 74    |   |               |
| Yersel Joris Paul   |       | Nagriamel         | 72    |   |               |

Tongoa : 1 député
| Candidat               | Parti | Parti          | Voix | % | Résultat |
| ---------------------- | ----- | -------------- | ---- | - | -------- |
|                        |       |                |      |   |          |
| Seule Tom              |       | PNU            | 458  |   | réélu    |
| Peter Morris           |       | sans étiquette | 229  |   |          |
| Willie Reuben Titongoa |       | VP             | 225  |   |          |
| Edward Kalo            |       | UPM            | 165  |   |          |
| John Mark Bell         |       | sans étiquette | 104  |   |          |

îles Shepherd : 1 député
| Candidat              | Parti | Parti          | Voix | % | Résultat |
| --------------------- | ----- | -------------- | ---- | - | -------- |
|                       |       |                |      |   |          |
| Toara Daniel Kalo     |       | UPM            | 541  |   | réélu    |
| Shem Claude Masorangi |       | VP             | 253  |   |          |
| Robert B. Samuel      |       | PPP            | 126  |   |          |
| Obed Roy              |       | sans étiquette | 23   |   |          |